# August Tölken
August Theodor Tölken (auch genannt in der Schreibweise Toelken; * 14. September 1892 in Bremen; † 28. Mai 1975 in Bremen) war ein deutscher Bildhauer.

## Biografie
Tölken war der Sohn des Bremer Kaufmanns Eberhard Tölken (28. Juni 1846 bis 20. November 1901) und seiner Frau Auguste Theodore (genannt Dora), geb. Plump (20. Januar 1857 bis 24. April 1919). In der Familie wurden künstlerische Ambitionen gepflegt, die Mutter zeichnete. Seine Geschwister waren neben der Malerin Therese Marie Gustava (genannt Gustava) und Bertha Emmy auch die Brüder Georg Ludwig, Heinrich Wilhelm und Hermann Eberhard.
Ab 1926 wandte Tölken sich der Bildhauerei zu, studierte erst an der Kunstakademie in Karlsruhe, dann in Berlin unter Wilhelm Gerstel (1879–1963), später als Meisterschüler Hugo Lederers (1871–1940). Studienaufenthalten führten ihn nach Paris und Italien.
In Berlin arbeitete er in einem Atelier, welches im Zweiten Weltkrieg bei einem Bombenangriff zerstört wurde. 1945 kehrte er nach Bremen zurück und bezog sein Bildhaueratelier am Achterdiek 23 in Bremen-Oberneuland.
Er war verheiratet mit Helga Oldenbourg (1905–1983), sie hatten eine gemeinsame Tochter namens Madlehn (1939–2010).

## Werk

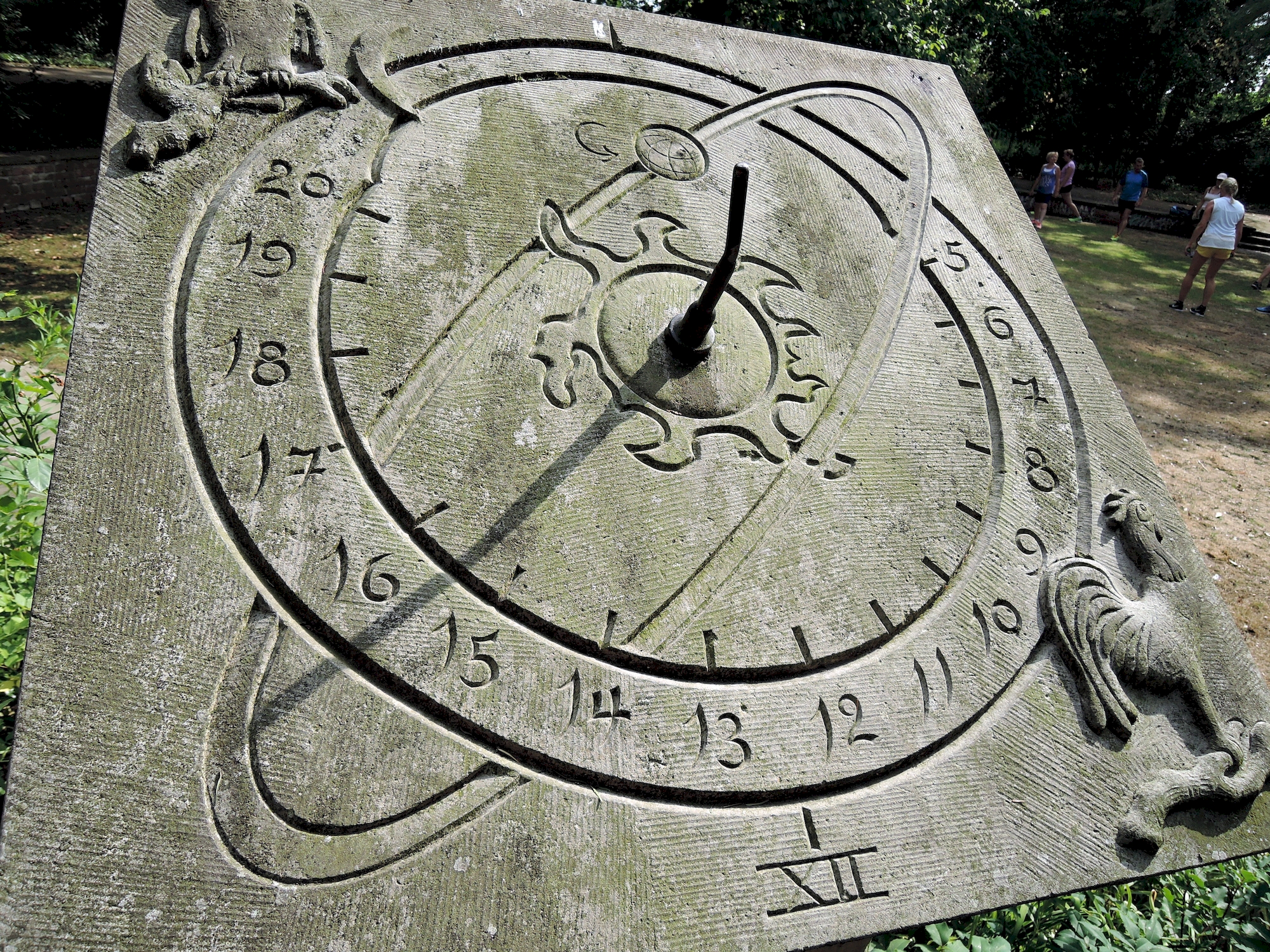
Sonnenuhr, Focke-Garten (Bremen)

Tölken realisierte zahlreiche Porträtaufträge, aber auch großformatige Plastiken wie das Relief „Brückenbau“ für die Bremer Bürgerstuben oder das Relief „Gott und Mensch“ (1972) für die Bremer St. Remberti-Kirche.
Im Bremer Stadtgebiet sind mehrere Sonnenuhren von Tölken zu finden: Im Focke-Garten, im Musems-Park und im Botanischen Garten. Es gibt zudem einen Fries am Giebel des ehemals sogenannten „Deutschen Hauses“ und eine Sonnenuhr an der Raths-Apotheke (1960). Letztere ist nicht nach Süden ausgerichtet, weshalb der Zeiger in einem besonderen Winkel konstruiert werden musste.
In den 1950er und 1960er Jahren entstanden Kunstwerke im öffentlichen Raum, für Pausenhöfe und Spielplätze von Schulen und Kindertagesstätten. In diesem Rahmen gestaltete Tölken die Bronzeplastik „Zwei Jungen im Gespräch“ (1968). Die Skulptur befindet sich im Eingangsbereich des Wohnheims an der Dobbheide 82 in Bremen-Vegesack.
Um 1925 schuf Tölken eine Bronzebüste der deutschen Malerin Margarethe von Reinken, die 1994 in der Kunsthalle Bremen ausgestellt war und noch heute im dortigen Depot aufbewahrt wird. Dort lagern auch zwei weitere Werke des Bildhauers: Das „Bildnis Margarethe von Reinken“ (ca. 1923–1925, Bronze) und die kleine Tonskulptur „Europa“ (ca. 1950). Die Skulptur „Zwei diskutierenden Knaben“ befindet sich im Lichthof der Fritz Wendt-Stiftung.
Im Gerhard-Marcks-Haus wurde eine Sammlung aus Guss-Stückformen, Gipsmodellen, zahlreichen Skizzen und Fotomaterial von Werken des Bildhauers zusammengetragen und aufgearbeitet.
| Werktitel                                     | Material             | Zeitraum  |
| --------------------------------------------- | -------------------- | --------- |
| Relief Indianer                               | Gips, farbig gefasst | 1971      |
| Relief Indianer                               | Gips                 | 1971      |
| Männlicher Torso                              | Gips, farbig gefasst | 1960      |
| Frau sich bückend                             | Gips, farbig gefasst | 1960      |
| Knabe sitzend                                 | Gips, getönt         | 1955      |
| Relief Feuer                                  | Gips                 | 1950–1960 |
| Relief Handwerksdarstellung Zimmermänner      | Gips                 | 1950–1960 |
| Relief Handwerksdarstellung Männer mit Rohr   | Gips                 | 1950–1960 |
| Sitzendes Pferd                               | Gips, farbig gefasst | 1950      |
| Mädchen, nach oben schauend, Arme angewinkelt | Gips, farbig gefasst | 1950      |
| Relief stehender Knabe in Rückenansicht       | Zement               | 1950      |
| weiblicher Porträtkopf                        | Gips, farbig gefasst | 1920–1950 |

Weitere Arbeiten (Auswahl):
- Ruhende Bäuerin mit Hahn (Skulptur Volumen, Bronze, 43,5 × 16 cm)
- Frauentorso (1939, Gussform für den Frauentorso)
- Die Bremer Stadtmusikanten (Messingplastik, seit 1926 im Haus St. Petrus in der Böttcherstraße, Bremen)
- Relief für das Gefallenendenkmal der Stadt Stade auf der Güldensternbastion (1921)